# القوة الخامسة
طيلة عدة سنوات اعتقد علماء الفيزياء ان هناك أربعة قوى أساسية تشكل أساس كل التفاعلات المعروفة في الطبيعة: الجاذبية، الكهرومغناطيسية، القوى النووية القوية والقوى النووية الضعيفة.
لكن بعض العلماء المعاصرين اقترحو بعض النظريات المضاربة لنظرية القوى الأربعة، وافترضو وجود قوة أساسية إضافية أطلقو عليها اسم «القوة الخامسة» (بالإنجليزية: Fifth force)‏، وذلك لشرح مختلف الملاحظات الشاذة التي لا تتوافق مع النظريات الفيزيائية الموجودة. خصائص هذه القوة الخامسة تعتمد  على نظرية متقدمة. معظمها تفترض قوتها قريبة من قوة الجاذبية (أي أنها أضعف بكثير من من القوى الكهرمغنطيسية أو النووية)، ولها نطاق ليس أقل من ملليمتر إلى مقاييس كونية.
أصبحت القوة الخامسة خلال العقود الأخيرة موضوع اهتمام العديد من البحوث على اعتبار أن معظم كتلة الكون يتم حسابها بواسطة شكل غير معروف من المادة تسمى بالمادة المظلمة. حيث يعتقد معظم الفيزيائيين أن المادة المظلمة هي عبارة عن جسيمات جديد دون ذرية غير معروف، ولكن البعض يعتقدون أنها قد تكون مرتبطة بقوة أساسية غير معروفة.

## مناهج تجريبية
من الناحية التجريبية قد يكون من الصعب اختبار قوة أساسية جديدة. الجاذبية، على سبيل المثال، هي قوة ضعيفة لدرجة ان تفاعل الجاذبية بين جسمين معينين لا يعتد به الا عندما يكون لأحدهما كتله كبيرة. لذلك، فإننا بحاجة إلى معدات حساسة جدا لقياس تفاعلات الجاذبية بين الأجسام الصغيرة بالمقارنة مع الأرض. على هذا النحو قد تكون القوة الأساسية الجديدة أو «الخامسة» ضعيفة بالمثل، وبالتالي يصعب كشفها.
مع ذلك، في أواخر الثمانينيات، توصل باحثون على غرار فيشباخ وآخرون بوجود قوة خامسة، تعمل على مقاييس محلية (أي مع مجموعة من حوالي 100 متر) بعد أن كانو قد أعادوا تحليل  نتائج لوراند يوتفوس في وقت سابق من هذا القرن. فكان يعتقد أن هذه القوة مرتبطة بما يسمى فرط الشحنة. على مدى عدة سنوات لاحقة، فشلت العديد من التجارب الأخرى، لتكرار هذه النتيجة.
هناك ثلاثة أنواع على الأقل من البحوث التي يمكن
القيام بها في هذا المجال، اعتمادا على نوع ونطاق القوة التي يجري النظر فيها:

### مبدأ التكافؤ
اختبارات مبدأ التكافؤ القوي هي واحدة الطرق التي يمكن من خلالها البحث عن القوة الخامسة، حيث أن هذا أبحث هو واحد من أقوى الاختبارات لنظرية آينشتاين عن الجاذبية: النسبية العامة. النظريات البديلة للجاذبية، مثل نظرية برانس ديك، لها أيضا قوة خامسة، لكن ربما مع نطاق لانهائي. ذلك لأن تفاعلات الجاذبية، في النظريات المماثلة غير النسبية العامة، لها درجات من الحرية، الشئ الذي يملي انحناء الفضاء، ويجعلها تنتج تأثيرات مختلفة. القوة الخامسة يمكنها كذلك الظهور جلية من خلال التأثير على
مدارات النظام الشمسي، وهذا ما يسمى «تأثير نوردتفدت». يمكن اختبار هذا من خلال تجربة المجال الليزري القمري  وكذلك تقنية قياس التداخل المديد القاعدة.

### الأبعاد الإضافية
نوع آخر من القوة الخامسة، ينشأ في نظرية كلوزا-كلاين، حيث يكون للكون أبعاد إضافية، أو في الجاذبية الفائقة أو نظرية الأوتار من خلال ما تسمى قوة يوكاوا، والتي تنتقل عن طريق حقل رقمي ذو بطول موجة كومبتون طويلة، يحدد النطاق.
دفعت نظرية الأبعاد الإضافية الكبيرة الفائقة التناظر مع حجم أقل قليلا من مليمتر، إلى اختبار الجاذبية على هذه المقاييس الصغيرة جدا. ما يتطلب تجارب حساسة للغاية تبحث عن الانحراف عن طريق تطبيق قانون التربيع العكسي على مجموعة من المسافات.
بعد أن حاول باحثون من أستراليا قياس ثابت الجاذبية العميقة في عمود المنجم، وجدوا تناقض بين القيمة المتوقعة والقيمة المقاسة، حيث أن القيمة المقاسة التي بلغت 2 في المائة وهي قيمة صغيرة جدا. خلصوا في النهاية إلى أن النتائج يمكن تفسيرها من خلال قوة التنافر الخامسة، التي تتراوح في طولها من بضعة سنتيمترات إلى كيلومتر واحد. في وقت لاحق أجريت تجارب مماثلة على متن غواصة يو إس إس دولفين (إي جي إس إس 555)، بينما كانت مغمورة في العمق.
كما أظهرت تجربة أخرى لقياس ثابت الجاذبية في حفرة عميقة في الغطاء الجليدي لغريلاند تباينات من بضعة في المئة، ولكن لم يكن من الممكن القضاء على المصدر الجيولوجي للإشارة الملاحظة.

### وشاح الأرض
تجربة أخرى تستخدم وشاح الأرض ككاشف الجسيمات العملاقة، مع التركيز على ما تسمى بالجيوإلكترونات.

### المتغير القيفاوي
في سنة 2012 فحص بوفنيش جاين وآخرون البيانات المتوفرة حول معدل نبض النجم المتغير القيفاوي في 25 مجرة تضم مجتمعة أكثر من ألف نجم. تشير النظرية إلى ان معدل النبض سيتبع دائما نمطا مختلفا في المجرات التي تم فرزها من القوه الافتراضية الخامسة بواسطة مجموعات المناطق المجاورة لتلك التي لم يتم فحصها. كانوا غير قادرين علي العثور علي أي اختلاف بينها وبين نظرية اينشتاين عن الجاذبية.

## تعديل الجاذبية
المعروف أيضا باسم الجاذبية الغير المحلية. هناك عدد قليل من الفيزيائيين  يعتقدون أن نظرية آينشتاين المعروفة للجاذبية سوف تضطر للتعديل، هذا التعديل لن يكون على نطاق صغير. وهذا من شأنه أن يغير قوة الجاذبية لتصبح قوة غير محلية. على اعتبار أن المادة المظلمة والطاقة المظلمة لم يفسرها النموذج القياسي لفيزياء الجسيمات، لذلك فمن الضروري إجراء بعض التعديلات على الجاذبية، وربما تنشأ الديناميات النيوتونية المعدلة  أو مبدأ الهولوغرافية. وهذا يختلف اختلافا جوهريا عن الأفكار التقليدية للقوة الخامسة، لأنها تزداد قوة مقارنة بالجاذبية على مسافات أطول.
في سنة 2015، لاحظ أتيلا كراسناوركاي وزملاءها من معهد البحوث النووية في دبرتسن المجرية، ظهور بوزونات ضوئية خفيفة جديدة أثقل ب 34 مرة من كتلة الإلكترون، أثناء محاولتهم للعثور على ما سمي الفوتون الداكن، حيث أطلق الفريق المجري بروتونات على الليثيوم 7، التي اخترقته ما أدي إلى خلق نواة البريليوم 8 الغير  مستقرة، والتي تلاشت لاحقًا إلى أزواج من الإلكترونات والبوزيترونات.
لوحظت حالات انحلال مفرطة عند زاوية 140 درجة بين البوزيترونات والإلكترونات، مع طاقة مركبة 17 ميف، مما يشير إلى أن جزءا صغيرا من البريليوم 8 سيلقي طاقته الزائدة في شكل جسيم جديد. وهكذا ناقضت نتائج هذه التجربة نظرية النموذج العياري، لذلك استنتج العلماء وجود تفسير آخر.
بعد حسابهم لكتلة هذا الجسيم الجديد، استنتجوا أنها ليست الكتلة المتوقعة ل ”فوتون الظلام ” الذي يبحثون عنه، ولكن يمكن أن تكون التجربة دليلا على شيء آخر. مباشرة بعد تحليلهم لهذا الشدود والبحث عن خصائص متوافقة مع نتائج تجارب سابقة استنتجوا أن هذا الجسيم قد يكون بوزونا غامضا كارها للبروتونات يعمل كحامل قوي قصير المدى؛ لا يتعدى مدى تأثيرها بضعة أضعف عرض نواة الذرة.